# ウチのガヤがすみません!
『ウチのガヤがすみません!』は、日本テレビ系列で2017年4月4日から2021年9月28日まで『プラチナイト』火曜版にてレギュラー放送されていたバラエティ番組。4回単発放送された。略称は『ウチガヤ』（または『ウチのガヤ』）。

## 概要
シェアハウス（ゲストハウス）風のスタジオに大勢のガヤ芸人が集合し、訪れるゲストをおもてなしするというもの。
基本的には、ピン芸人・漫才・コントを中心に50人程度 のガヤ芸人がシェア（ゲスト）ハウスに集まるが、特別篇などでは100人、またはそれを超える メンバーがシェア（ゲスト）ハウスを占拠する。このシェア（ゲスト）ハウスに集ったガヤ芸人が自らゲストについて調査し、ゲストのテンションが上がるトークテーマを用意してプレゼンする。特技や一発芸を持った芸人、ものまね芸人が目立ちやすい傾向があり、チョコレートプラネット、Mr.シャチホコ、りんごちゃん、フワちゃんなどのブレイクのきっかけを作った。
レギュラー放送の4年半で、ガヤ芸人の最多は木梨憲武（とんねるず）ゲスト回で169名。ゲストで最多は男性がジャニーズ事務所の57人(引退・退所済みのメンバーも含む)、女性が乃木坂46の28人。
2020年春以降は新型コロナウイルス感染拡大防止の影響で一度に出演するガヤ芸人も少なくなり、スタジオではバラバラに配置され、別スタジオからの出演及びリモートでの出演も多くなっていた。
2021年9月2日に行われた日本テレビ改編説明会見において、同年9月をもって番組を終了し、後番組として『超無敵クラス』をレギュラー化することが発表された。番組終了の理由について、同局編成部長の田中宏史は「総合的判断」と説明している。最終回は9月28日に放送され、同日の放送をもって4年半（特番期を含めると6年）の歴史に幕を下ろした。これにより、『芸能★BANG+』から出演してきた後藤の火曜プラチナイト枠は9年半で終了となる。

### 復活
2023年8月1日の21:00 - 22:54に、約2年振りに復活。また、同年12月29日23:29 - 1:24に復活SPが放送された。2024年7月1日23:59 - 0:54には、第3弾が放送された。

## 出演者

### MC
- ヒロミ
- 後藤輝基（フットボールアワー） - 同枠番組としての前番組でもある（枠移動前の）『今夜くらべてみました』から続投。

### レギュラーガヤ芸人
- チョコレートプラネット - ガヤ芸人の中では最多の183回出演。
- フワちゃん
- 相席スタート
- ヒコロヒー
- 鬼越トマホーク
- なすなかにし

### ガヤ芸人
ガヤアイドル、ガヤモデル（ゲスト）は太字。ガヤアナウンサーは局も表記。ものまねガヤ芸人は〈〉内にレパートリーも表記。改名したガヤ芸人は改名後の名前で表記。
- あぁ～しらき
- R藤本〈ベジータ〉
- あいかわい翔〈哀川翔〉
- あいきけんた〈羽生結弦〉
- アイクぬわら（超新塾、ぬわらし）
- 相席スタート（山﨑ケイ・山添寛）
- 愛ちゃん（加瀬順平・石川滋一）[注 2]
- アイディアフラッシュ（タブキ・山形尚平）
- アイデンティティ（田島直弥〈野沢雅子〉・見浦彰彦〈堀井雄二〉）
- アイラービュー（永山さちよ・しんちゃん）
- アイロンヘッド（辻井亮平・ナポリ）
- アインシュタイン（稲田直樹・河井ゆずる）
- 青木源太（元日本テレビアナウンサー）
- 赤枝卓〈加藤浩次〉
- あがすけ（タツキ・マイアミ・吉村和彬）[注 3]
- 赤もみじ（村田大樹・阪田ベーカリー）
- あかもん（澤井俊幸・山口おべん）
- アキラ100%
- アクセルジルガーマン
- アゲイン（けーた・ノリ）
- 阿佐ヶ谷姉妹（渡辺江里子・木村美穂）
- 浅桜ぽんず
- 浅野ちあき〈香川真司〉
- 朝日奈央
- アジラッピィ（聖矢（阿波踊りんたろう）・黒田ワカメ）[注 4]
- アスパラベーコン（林弓束・まえだゆう）
- あっしーa.k.aワンス
- 阿東里枝
- あはは（荒川・竹田・久保田星希）
- 阿部慎也（超ヘルメット）
- アポロン山崎
- 尼神インター（誠子・渚）
- アマゾネス・ダイアン
- あま福（宇田川晃希・鈴木浩之）[注 5] → チーズボーイ
- アマレス兄弟（アマレス太郎・アマレス兄）
- 雨野宮将明
- アモーレ橋本〈長友佑都〉
- 彩羽真矢
- アユチャンネル
- 荒ぶる神々（馬場さおり・田中勇紀）
- ありがとう（ぁみ・細野哲平）
- アリ☆こうた（アリ・こうた）
- アンコウズ（アビコタツヤ・辻本まるお）[注 6]
- あんころもち（本間圭・アンドレとも）
- ANZEN漫才（みやぞん・あらぽん）
- アンダーパー（藤原丞・近藤雅彦・柏信圭吾）
- アンドーひであき〈チャーリー・チャップリン〉
- 安藤なつ（メイプル超合金）
- アントワネット（山口いく・小澤優人）[注 7]
- 飯野高拓
- Yes!アキト（怪奇!YesどんぐりRPG）
- いかちゃん
- 五十嵐結也
- EXIT（りんたろー。・兼近大樹）
- いけだてつや
- 囲碁将棋（文田大介・根建太一）
- いしいそうたろう
- 石井てる美
- 石川ことみ
- 石出奈々子〈名探偵コナン等〉
- イシバシハザマ（石橋尊久・ハザマ陽平）
- 出雲阿国
- 磯貝初奈（中京テレビアナウンサー）
- 磯本五段
- 市川こいくち
- イチキップリン
- いち・もく・さん（江口輝・くぼた隆政）
- いっすねー!山脇
- 一閃ライダー（伊藤章人・五月雨太郎）
- イヌコネクション（杉浦元・戸川創太）
- 伊村製作所（伊藤直人・吉村卓也）[注 8]
- 入間国際宣言（千葉ゴウ・西田どらやき）
- 岩ちゃん（棚ボタ弘至）〈棚橋弘至〉
- インデペンデンスデイ（久保田剛史・内藤正浩）
- インポッシブル（えいじ・ひるちゃん）
- ういろうプリン（内間一彰・丸山雄史）[注 9]
- 上木恋愛研究所（キューティー上木・ロマンス河野）
- ウエストランド（井口浩之・河本太）
- ウエスP
- ウェンズデイズ（ひかり・ミツハシ）
- うしろシティ（金子学・阿諏訪泰義）[注 10]
- うっちゃり（義江和也・遠藤祐輔）[注 11]
- 饂飩
- 梅小鉢〈オアシズ〉（高田紗千子〈島崎和歌子/光浦靖子〉・小森麻由〈大久保佳代子〉）
- ウルトラトウフ（カモシダせぶん・マリッジスターこうもと）
- 永遠の弐拾五（斉藤あゆみ・下田門侍）
- AとB（ごん大谷・ほなほなみ）
- エイトブリッジ（別府ともひこ・篠栗たかし）
- Aマッソ（村上・加納）
- エーデルワイス（門田樹・稲田大三）[注 12]
- えざお（カントリーズ）
- 江戸川キャデラック（クロヤナギ・水牛）
- 江戸むらさき（野村浩二・磯山良司）[注 13]
- Everybody（タクトOK!!・かわなみchoy?）
- M高史
- エル・カブキ（デロリアン林・エル上田）
- えんにち（アイパー滝沢・望月リョーマ）[注 14] → アイパー滝沢
- おいでやす小田（おいでやすこが）
- オオカミ少年（片岡正徳・浜口裕章）
- 太田隆司（ちぃせぇkoo）〈DJ KOO〉（いぬ、イージードゥダンサーズ）
- 大谷健太
- 大塚澪 （吉本新喜劇）(過去5回出演中の4回はヒロカズ劇場とオペラコンビとして出演)
- 大松絵美
- おーみ
- 大家志津香（AKB48）
- 大矢フェスティバル
- 小笠原舞子（札幌テレビアナウンサー[注 15]）
- おかずクラブ（オカリナ・ゆいP）
- 岡野陽一
- おかゆ太郎
- オキシジェン（三好博道・田中知史）
- 小栗有以（AKB48）
- お侍ちゃん
- 押しだしましょう子
- オジョー
- オジンオズボーン（篠宮暁・高松新一）
- オズワルド（畠中悠・伊藤俊介）
- 御茶ノ水男子（おもしろ佐藤・しいはしジャスタウェイ）[注 16]
- オテンキ（GO・のり・江波戸邦昌）[注 17]
- おとぎばなし（花里茂晴・吉田治加）
- 男スペシャル（溝杉陸・井福健人）
- オトメタチ（おこめちゃん・女ゆきえ）
- 鬼ヶ島（アイアム野田・おおかわら・和田貴志）
- 鬼越トマホーク（良ちゃん・金ちゃん）
- おばたのお兄さん
- おはよーサンフランシスコ（斗澤康秋、羽瀬絵里奈）[注 18]
- おほしんたろう
- お見送り芸人しんいち
- オヤカタくん
- オラキオ
- 女と男（市川義一（井上小公造）・和田美枝（ワダちゃん））[注 19]
- ガーネット（新国孝平・三富大陸）[注 20]
- ガーリィレコード（高井佳佑〈藤原竜也〉・フェニックス）
- 蛙亭（イワクラ・中野周平）
- かがくと森田くん
- カカロニ（栗谷悟史・菅谷直弘）
- かがわの水割
- かぎしっぽ（さち・れおてぃ）
- ガクテンソク（よじょう・奥田修二）
- 駆け抜けて軽トラ（餅田コシヒカリ〈加藤綾子〉・小野島徹）
- カゲヤマ（タバやん。・益田康平）
- 火災報知器（小林知之・高松信太郎）
- かじがや卓哉
- カズマ・スパーキン〈ジャイアン〉
- かずみん〈坂上忍/大泉洋〉
- かたつむり（中澤本鮪・林大介・ニュー岡部）
- 桂ぽんぽ娘
- 加藤誉子〈片平なぎさ〉[注 21]
- カトリーナ陽子〈山口百恵〉
- カナメストーン（山口誠・東峰零士）
- かにゃ（丸沢丸・ビンオ）
- カバブルックリン（なおむ・ホクト☆オフィシャル）[注 22]
- 兜蟹（赤丸・さーみー）[注 23]
- かまいたち（山内健司・濱家隆一）[注 24]
- ガミガミ（上田悠貴・石上拓也）
- カミナリ（竹内まなぶ・石田たくみ）
- カラタチ（大山和也・前田壮太）
- かりすま〜ず（幹てつや〈矢沢永吉〉・あゆ〈浜崎あゆみ〉）
- ガリットチュウ（福島善成[注 25]〈船越英一郎/前田敦子/IKKO〉・熊谷茶）
- ガリベンズ矢野〈上田晋也〉
- 河邑ミク
- 河口こうへい〈ムロツヨシ〉
- 完熟フレッシュ（池田57CLAZY・池田レイラ）
- 元祖いちごちゃん（植村侑史・ハイパーペロちゃん）
- かんちゃま
- カントリーテール（國本涼太・YUTARO）
- カンニング竹山
- 観音日和（築山弘知・工藤弘道）
- ガンバレルーヤ（よしこ・まひる）
- 祇園（木崎太郎・櫻井健一朗）
- キクチウソツカナイ。
- きくりん〈中井貴一〉
- 危険物てぃらてぃら（早川知里・ちなてぃ）
- きしたかの（岸大将・高野正成）
- きしはやと
- キシモトマイ
- キック
- キッチンパーク（瞳ちゃん・えみぴょん）[注 26]
- きつね（大津広次・淡路幸誠）
- きつね日和（おいなり達也・松本昌大）
- 奇天烈オムレツ（はつを・ちばなちなこ）[注 27]
- 昨日のカレーを温めて（みんなのおさむ・だれかのやす）
- きのこちゃん〈長澤まさみ〉
- 木下弱
- ギフト☆矢野
- きみどり（土居宗将・古田敬一）
- キムザイル（元木敦士〈木村拓哉〉・松本和也〈TAKAHIRO〉）
- キャツミ
- キャベツ確認中（キャプテン★ザコ・しまぞうZ〈錦織圭〉）
- キャメル（嶋田恭兵・ジョニーハナガタ）
- キャメロン（コンドル上杉・神谷駿）[注 28]
- ギャルズ（ベーグル吉村・戦艦蓮見。・手塚ジャスティス）[注 29] → 蓮見こてつ/ポメラン
- ギャロップ（林健・毛利大亮）
- キュウ（ぴろ・清水誠）
- 9番街レトロ（京極風斗・なかむらしゅん）
- キラールール
- キラキラ関係（ななえ・ワタリ119）[注 28] → ワタリ119
- 喜楽（嶋田康平・佐野勇太郎）[注 30]
- 桐畑トール（ほたるゲンジ）
- 銀河と牛（Jonny・牛越秀人）
- キング
- 銀座ポップ
- 銀シャリ（鰻和弘・橋本直）
- キンタロー。〈北大路欣也/前田敦子/市川右團次〉
- 金原早苗〈滝川クリステル〉(吉本新喜劇)
- キンボシ（西田淳裕・有宗高志）
- 空気階段（鈴木もぐら・水川かたまり）
- く〜ぽん（成田瑞樹・フルカウント千葉）
- クールポコ。（せんちゃん・小野まじめ）
- くじら
- グッドウォーキン（上田歩武・グッド良平。）
- 久保井朝美（フリー、元長野放送アナウンサー）
- 久保田紗也加（テレビ新潟アナウンサー）
- くぼたダッシュ
- 熊川シュウワ〈藤原竜也〉
- 熊本アイ
- グリフォン國松〈ETSU〉（イージードゥダンサーズ、ぐりtoとく）
- グリンオリオン（トニー春夫・かずき）[注 27]
- ぐりんぴーす（牧野太祐・落合隆治）
- Groovy Rubbish（類家ドラマチック・真野5.1ch）
- くるくる（松原飼育員・あおいしんご）[注 23]
- クロコップ（荒木好之・川合翔太）
- クロスバー直撃（渡邊孝平・前野悠介）
- 桒子英里（青森放送アナウンサー）
- Kいち〈綾部祐二〉
- 犬一
- ケンキ
- げんき先生
- けんじる
- ケンドーコバヤシ
- Kento fukaya
- コアラ小嵐（超新塾、ぬわらし）
- 小池美由
- 孝行球児（得コータロー・メイデン小茂田）
- コウテイ（九条ジョー・下田真生）[注 31]
- コウメ太夫
- ゴー☆ジャス
- コーヒールンバ（平岡佐智男・西原朗演）
- ゴールドジョージ（ジョージ・なめ）
- こがけん（おいでやすこが）
- 小杉まりも
- こゝろ（荒木誠也・山出谷怜門）
- 小島しょーへい
- こじらせハスキー（橋爪ヨウコ・ドイツみちこ）
- ゴスケ
- コスモスライダー（石田達也・しょうちゃん）[注 32]
- 小林アナ
- こまつ
- コマンダンテ（安田邦祐・石井輝明）[注 33]
- コル（蜂谷豪孝・鈴木慎也）[注 34]
- コルテックス（らんじ・球作）
- コロコロチキチキペッパーズ（ナダル・西野創人）
- コロナクラウン（リロイ太郎・萬代育矢）[注 27]
- GO!皆川
- ゴンゾー
- 根菜キャバレー（きったん・天野舞）[注 35]
- 紺野ぶるま
- ザ・ギース（尾関高文・高佐一慈）[注 36]
- THE GREATEST HITS（フレンドリー田崎・三戸キャップ〈DaiGo〉）
- ザ・ツイスターズ（伊野瀬郷・ダーヨシ）[注 37] → ダーヨシ
- ザ・マミィ（林田洋平・酒井貴士）
- サービスエリア（さつまあげ・大山礼安）
- 才木玲佳
- サイクロンZ
- 斉藤サトル
- SAKURAI
- 桜 稲垣早希
- サザ〜んず（大嶋琢也・日暮準）[注 38]
- ZAZY
- さすらいラビー（宇野慎太郎・中田和伸）
- 貞平麻衣子（フリー、元IBC岩手放送アナウンサー）
- さちまる。
- サツマカワRPG（怪奇!YesどんぐりRPG）
- サブロクそうすけ
- さむらい侍（北岡ゆうき・イトキン）
- 沙羅〈綾瀬はるか〉
- 3時のヒロイン（ゆめっち・かなで・福田麻貴）
- サンシャイン（坂田光・信清淳）
- サンシャイン池崎
- 三四郎（小宮浩信・相田周二）
- 三拍子（久保孝真・高倉陵）
- シークエンスはやとも
- Gたかし〈藤原竜也〉
- ジーニー堤
- Gパンパンダ（星野光樹・一平）
- JP〈松本人志〉
- ジェラードン（アタック西本・海野裕二・かみちぃ）
- ジェントルマンクラブ（すえ・くにお）
- 汐田パンダ
- 塩地美澄（フリー、元秋田朝日放送アナウンサー）
- ジジ・ぶぅ
- 信濃岳夫〈小泉進次郎〉(吉本新喜劇)
- じなんぼ〜いず（シギハラヨシアキ・ウィーアー店崎）
- 篠崎彩奈（AKB48）
- 柴田英嗣（アンタッチャブル）
- 島山裕允〈藤原竜也〉
- 清水あいり
- 清水たぁー〈出川哲朗〉
- しみったれるな（清水大夢・大村悠貴）[注 39]
- 霜降り明星（せいや・粗品）
- ジャイアントジャイアン（かーしゃ・こまたつ）
- ジャガーズ（ちーやん・ジャガーともひろ）
- シャカ大熊
- ジャクソン石山
- ジャスティス岩倉
- ジャッキーちゃん〈ジャッキー・チェン〉
- しゃもじ（たーにー・しゅうごパーク）
- ジャンゴ（横山竜也・嶋田将駿）[注 40]
- ジャンふじたに（リトル清宮）〈清宮幸太郎〉
- 週刊プレイボール（芦名秀介・かいゆうた）[注 41]
- シューマッハ（五味侑也・中村竜太郎）
- シュテンドウジ（大清水ツアー・上田遼馬）
- じゅんいちダビッドソン〈本田圭佑〉
- 瞬間メタル（タケタリーノ山口・前田ばっこー）
- しゅんしゅんクリニックP
- 笑撃戦隊（野村辰二・柴田アイスピック）
- しょーこ〈CHIHARU〉（スイミー、イージードゥダンサーズ）
- 上々軍団（さわやか五郎（岡見時秀）・鈴木啓太）
- 翔大（アンドロイド）
- 湘南デストラーデ（岡本亮・ナオ・デストラーデ）[注 16]
- 少年マングース（小野里晋之介・はまめ）
- ジョニー志村 〈タモリ〉
- ジョリー惑星（フラポテおおた・⊿あべみな）[注 30]
- しょんたむ
- しらすのこうげき!（糟谷僚一・ひより）
- 新内眞衣（乃木坂46）
- 神宮寺しし丸
- 真空ジェシカ（川北茂澄・ガク）
- 新作のハーモニカ（溝上たんぼ・藤田隼人）
- 新鮮なたまご（ハイジ・さかした）
- 新宿カウボーイ（石沢勤・かねきよ勝則）
- シンディー〈黒柳徹子〉
- シンプル（西野晶雄（旭堂南也）・大狸ぽんぽこ）
- しんや
- スーパーニュウニュウ（大将・ふるないなや）
- スーパーマラドーナ（田中一彦・武智）
- スーパーメロディ（しゅんた・佐藤ドラゴンピース隆平）
- すゑひろがりず（三島達矢・南條庄助）
- スカーレット（リョウスケ・マジで桂）[注 42]
- スカイサーキット（小阪浩己・松本勇馬）
- ずが☆こうさく
- スカチャン（宮本和幸・ヤジマリー。）
- スクールゾーン（橋本稜・俵山峻）
- スクラップス（ヨシオちゃん・安藤陸・サン北川）
- スター諸星
- スタンダップコーギー（奥村うどん・三森大輔）
- ストロベビー（ディエゴ[注 25]・生いっちょう）
- スパイク（松浦志穂・小川暖奈）
- スピードスター萩原
- セイシュン・ダーツ（青木泰寛・野田幸宏）[注 43]
- 瀬尾健太朗（ザ・シーツ[注 35]）
- 関田将人
- セクシーJ
- 世間知らズ（西田さおり・椎木ゆうた）
- 関好江（ボルサリーノ）
- 世田谷フレンズ（加藤憲・鈴木奈都）[注 44]
- せつこ〈渡辺麻友〉
- セルライトスパ（肥後裕之・大須賀健剛）
- センス爆発女
- そいつどいつ（市川刺身・松本竹馬）
- ソラシド（本坊元児・水口靖一郎）
- ソロデビュー's（今日だろう京太郎・あきやま）[注 7]
- 村民代表南川
- タートルデッパ（川添社長・明太子えいじ）
- ターリーターキー（伊藤那美・玉遥香）
- ダイアン（津田篤宏・ユースケ）
- タイーク（金井貴史・和田佑）
- たいがー・りー
- 大自然（しんちゃん・ロジャー）
- 代走みつくに
- 大納言光子
- タイムボム（ニック・高桑翔汰）
- タイムマシーン3号（山本浩司・関太〈秋元康〉）
- 橙感（小野澤慶太・河井芳憲）[注 45]
- たかくら引越センター
- タカタ先生
- 高橋えのぐ
- 高山涼（ロンゲストスプリング）
- 滝沢カレン
- 田北香世子（AKB48）
- 田代32
- だっち
- 田中光
- 谷あさこ（フリーアナウンサー）
- ダニエルズ（望月隆寛・あさひ）
- 谷+1。
- たぬきごはん（宍倉孝雄・ほりゆうこ）
- 田畑藤本（田畑勇一・藤本淳史）[注 27]
- ダブルアート（タグ・真べぇ）
- タブレット純
- たべごろピーチ（星ちゃん・だいどぅ）
- たまゆら学園（植木おでん・まるいるい・わたあめりな）[注 46]
- たむじょー
- たむたむ
- タモンズ（大波康平・安部浩章）[注 47]
- タリキ（丸山裕樹・武政賢祐）
- ダンビラムーチョ（大原優一〈YU-KI〉 (イージードゥダンサーズ)・原田フニャオ）
- たんぽぽ（白鳥久美子・川村エミコ）
- チークちゃん
- TEAM近藤
- TEAM BANANA（藤本友美・山田愛実）
- チェリー吉武
- 地球（マグ万平・マントル一平）[注 48]
- ちぐはぐ（かじみーる・あこうテック）[注 27]
- チャーリー西村
- チャイスー（佐藤剛・TATSURO）
- チャド・マレーン（チャド・マレーン・ティ・カトウ）
- ちゃらん婆（のちゃーん・修平）
- ちゅうえい（流れ星☆）
- 酎介（ひき・らぶおじさん）
- ちょーちんあんこー（ひい・じゅんこBAN!BAN!）
- チョコレートプラネット（長田庄平〈和泉元彌/瑛人〉・松尾駿〈IKKO/坂上忍/古市憲寿/梅沢富美男/ゲッターズ飯田/寺田心/哀川翔/ヒロミ/池上彰/ROLAND/Matt/森田一義/フワちゃん/HIKAKIN/堺正章/J.Y. Park/堺雅人/丸山桂里奈/高橋みなみ/関口メンディー/吉田鋼太郎/ひるちゃん/みちょぱ/ジャスティン・ビーバー/安達祐実/ジェフ・ホーナセック/ひろゆき/上白石萌音/長田庄平/古舘伊知郎〉）
- XXCLUB（大島育宙・早乙女零）
- ちょんまげラーメン（田渕章裕・きむ）
- チングーズ（間中涼太・Basco）
- 築地の健吾
- ツクロークン
- 津田麻莉奈（フリーアナウンサー）
- 椿鬼奴
- つばめ花火（D-中山・横田涼平・がんばる太郎）[注 49]
- ツヨシっ!（モチダ・ポ・ソフィ・ノディ）
- ディープインパクト（仲松隆志・よちこ）
- ディカプリオ（たいへーboy、MCヴァニ）[注 23]
- THIS IS パン（岡下雅典〈津田篤宏〉・吉田結衣）
- ティモンディ（高岸宏行・前田裕太）
- テキサス
- できたくん
- テゴネハンバーグ（松村惇史・弓場雄二郎）[注 38]
- デッドリードライブ（唐戸デスマッチ・本田りん）
- デニス（植野行雄・松下宣夫）
- デルピエロ（山口治樹〈田中卓志〉・石田創）
- 天狗（横山裕之・川田哲志）[注 50]
- テンゲン（上簗裕尚・マサナカジマ）
- てんしとあくま（かんざき・川口敦典）[注 51]
- テンチュー（竹内健・山田遼）
- テンパリ（KOKESHI・TAWASHI）[注 14]
- TOKYO COOL（カンカン・前すすむ）
- 東京ホテイソン（たける・ショーゴ）
- TOKU〈SAM〉（イージードゥダンサーズ、ぐりtoとく）
- 徳井健太（平成ノブシコブシ）
- とくこ〈アンミカ〉
- 独唱の塔天
- 土佐兄弟（土佐有輝・土佐卓也）
- どきどきキャンプ（岸学・佐藤満春）
- トキヨアキイ（よし・ささ）
- トッカグン
- トッキブツ（しみず・太田光司）
- ドドん（石田芳道・安田義孝）
- トニーフランク
- とにかく明るい安村
- トノサマピエロ（クラチ・ダイチ）[注 32]
- どみっしゅ
- トム・ブラウン（布川ひろき・みちお）
- 知香〈榊原郁恵〉
- トラッシュスター（伊藤政臣・中山真希）[注 28]
- トランスミッター（金田陵佑・鴛海友輔）
- トリテン（おくぐちバドミントン・一徹）[注 27]
- ドリューバリネコ
- トレンディエンジェル（たかし・斎藤司）
- どんぐりたけし（怪奇!YesどんぐりRPG）
- トンコツポンコツ（りょうせい・たっぷり大城）
- トンツカタン（お抹茶・森本晋太郎・櫻田佑）
- ドンデコルテ（小橋共作・渡辺博基）
- 中尾真亜理（日本海テレビアナウンサー）
- 仲條リチャード聖也
- 中田花奈（乃木坂46）[注 52]
- 仲だけ里依紗〈仲里依紗〉
- 中津川弦
- 中西智代梨（AKB48）
- 永野
- 中野孝康
- 永見佳織（静岡第一テレビアナウンサー）
- 中村衣里（山口放送アナウンサー）
- なかやまきんに君
- 中山女子短期大学
- 納言（薄幸・安部紀克）
- なすなかにし （那須晃行・中西茂樹）[注 53]
- なだぎ武
- なちゅ
- ナナフシギ（吉田猛々・大赤見ノヴ）
- ななまがり（森下直人・初瀬悠大）
- ななめ45°（岡安章介・土谷隼人・下池輝明）
- ナポ
- 虹色侍（ずま・ロット）
- 錦鯉（長谷川雅紀・渡辺隆）
- 西村ヒロチョ
- にしむらベイベー
- 西森洋一（モンスターエンジン）
- 2700（八十島・ツネ）[注 54]
- ニッチェ（江上敬子・近藤くみこ）
- ニッチロー〈イチロー〉
- 日本エレキテル連合（橋本小雪・中野聡子）
- 日本クレール（中島女の子・りご）
- にゃんこスター（スーパー3助・アンゴラ村長）
- ニューヨーク（嶋佐和也・屋敷裕政）
- ニルベース齋藤
- NinKi Kids〈KinKi Kids〉（ど〜も光一☆〈堂本光一〉・ど〜も剛☆〈堂本剛〉）
- 人間っていいな（やなぼう・松井正平・星河）[注 55]
- Nuとりあ。（るり・あこ）[注 9]
- 猫塾（酒寄希望・田辺智加）[注 56]
- ネイビーズアフロ（みながわ・はじり）
- ネギゴリラ（酒井駿・細野祐作）
- ねこじゃらし（吉田朋紀・谷坂耕平）
- ネルソンズ（青山フォール勝ち・和田まんじゅう・岸健之助）
- 脳みそ夫
- NOモーション。（矢野ともゆき。・星ノこてつ。）
- のばしぼん。（若林将・篠原弘幸）[注 49]
- 延藤ミッチェル五朗
- ノブナガ（岩長達彦・信太優人）[注 23]
- バーゲンセール（わさびちゃん・上原正子）[注 26] → わさびちゃん
- ぱーてぃーちゃん（金子きょんちぃ・すがちゃん最高No.1・信子）
- パーティ内山
- ハードキャッスルエリザベス（山梨放送アナウンサー[注 15]）
- パーパー（ほしのディスコ・あいなぷぅ）[注 57]
- パーフェクト・ダブル・シュレッダー（門野鉄平・和田崇）
- パーマ大佐
- ばーん（高坂友衣（ユイティ）・高田千尋）[注 49]
- バイオニ（空閑雄太・松元将征）
- バイク川崎バイク
- 馬鹿よ貴方は（新道竜巳・平井”ファラオ“光）
- はぎちゃん（シャインハッピー[注 39]）
- バクコメ（秀作・半澤弘貴）
- 白桃ピーチよぴぴ
- 爆ノ介（ザ・プラン9）
- 橋山メイデン
- 裸月光（木下翔太・黒田くん）
- 畠山
- 八福☆みずほ
- 初恋タロー
- バッドナイス常田
- ハッピー遠藤
- 花香よしあき〈哀川翔〉
- ハナコ（菊田竜大・岡部大・秋山寛貴）
- 花崎阿弓（フリーアナウンサー）
- 花澤卓也
- はなしょー（杵淵はな・山田しょうこ）[注 58]
- ハニートラップ（梅木一仁・八木優子・岩村）
- パニーニ（木坂哲平・飯沼博貴）
- ハニーベージュ（秋本隆宏・福間秀論）[注 59]
- 馬場ももこ（テレビ金沢アナウンサー[注 15]）
- バビロン（おーちゃん・ノリ・千葉ストロガノフ）
- はまこ・テラこ（浜田もり平・寺田奈美江）
- 濱田がっく岳〈濱田岳〉
- 浜辺のウルフ
- 浜ロン
- ハリード（ケンタ・カズヤ）
- ハリウッドザコシショウ
- ハリウリサ〈浜田雅功〉
- ハルカラ（和泉杏・浜名ランチ）
- ハロー植田
- バンビーノ（藤田裕樹・石山大輔）
- パンプキンショートケーキ（鈴木バイダン・りゅうたろう）[注 60]
- BAN BAN BAN（鮫島一六三・山本正剛〈フリーザ〉）
- ピーマンズスタンダード（吉田寛・南川聡史）[注 61] → みなみかわ 〈茂木健一郎〉
- ヒガシ逢ウサカ（高見雄登・今井将人）[注 34] → 今井らいぱち
- ビコーン!（前田志良・樋口秀吉）
- ヒコロヒー
- ビスケッティ（佐竹正史〈安倍晋三首相〉・岩橋淳）
- ピスタチオ（伊地知大樹・小澤陽一朗）[注 2]
- ビックスモールン（ゴン・チロ・クリ）
- ビッグファイト（うすば・坂東大祐）[注 49]
- ひとみ
- HiBiKi
- ひみつスナイパー健（ふじこ・仁木恭平）[注 62]
- 百獣マダム（松尾魂・山口秀秋）
- 百楽門（中澤航太・松下社長）[注 23]
- ヒューマンライジング三輪
- BEYOOOOONDS
- ひよしなかよし（ねんねん〈遠藤憲一〉・石塚利彦）[注 63]
- ひょっこりはん
- 平野ノラ
- ヒロカズ劇場(そのうち4回は大塚澪とオペラコンビとして出演)
- 平田佳祐〈桑田佳祐〉
- 敏感-ファイル（柘植達大・服部敬太）[注 7]
- ピンタンパン（むとパン・たかぴんア・ラ・モード☆・たんちゃん。）[注 64]
- 5GAP（クボケン・トモ）
- ファミリーレストラン（ハラダ・しもばやし）
- フースーヤ（田中ショータイム・谷口理）
- 夫婦のじかん（大貫さん・山西章博）
- BOOMER（河田キイチ・伊勢浩二）
- ふーみん
- フール（久保貴明・水島優輝）
- 藤井21
- 藤井ペイジ（飛石連休）
- 不思議なタンバリン!!（外川玲生・ステファン哲・マサルコ）[注 11]
- 藤本聖（ジュリエッタ）
- フォーリンデブはっしー
- フタリシズカ（加賀谷英明・横井かりこる）
- ふゆきじる
- プラス・マイナス（兼光タカシ・岩橋良昌）
- ぷらんくしょん（ぐっち・やほし・ラティーン）[注 65]
- プラン計画（はるはる・府中ふみえ・中田健太郎）
- ぷりあでぃす玲奈
- ブリキカラス（小林メロディ・黒田和基）
- プリマ・リエ
- ブリリアン（徳田浩至・杉浦大毅）[注 28]
- フルーツポンチ（亘健太郎・村上健志）
- ブルーレディ（佐野友康・田中凌）
- ブルゾンちえみ
- フレンチぶる（加瀬部駿介・大西翔）
- フワちゃん
- ペコリーノ（植木おでん・クロコダイル ミユ）[注 66]
- ペッパーボーイズ（石本しょーき・前田かずのしん）[注 27]
- 紅しょうが（熊元プロレス・稲田美紀）
- ペレ草田〈布袋寅泰〉
- ペンギンズ（アニキ・ノブオ）
- ヘンダーソン（子安裕樹・中村フー）
- HENHEN事変（アイドル鳥越・マネージャー大野）[注 67]
- 放課後ハートビート（HIWA・松下シュート）
- 北条ふとし〈マツコ・デラックス〉
- ボーイフレンド（黒沼誠・宮川英二）[注 68]
- ホープマンズ（森川やるしかねぇ・樽見ありがてぇ）
- ホイップクリーム（庄八・陸斗）
- 歩子
- ぼたもちハイビスカス（おきつなめこ・久保遥）
- ほどよし（小竹克明・木田雄貴）[注 44] → こたけ正義感
- ポポロクランク（自由が丘タナブ・てぃむてぃむ山本）
- ボヨンボヨン（岡本昌典・山本修平）
- 堀川絵美
- ボルトボルズ（弓川信男・河口哲）
- ボンざわーるど（吉本新喜劇）
- ぽんぽこ（そえじまひでき・高木ひとみ〇）[注 69]
- 本日は晴天なり〈指原莉乃〉
- 本田兄妹（本田ひでゆき・本田あやの）
- 本田みずほ
- マーチ（コマツバラ・グレンス大松）[注 70]
- マーナ〈きゃりーぱみゅぱみゅ〉
- まいあんつ
- マイペース（田口秋光・相馬拓斗）[注 71]
- 前田けゑ
- まかろにステーション（ギャビン・きたば）
- マカロン（前嶋大翔・川久保匠）
- 牧野ステテコ
- 増井歩（ぺよん潤）〈ペ・ヨンジュン〉
- ますみ（天才ピアニスト）〈上沼恵美子〉
- 鱒之介（西村孝範・梶川聖司・上谷明慶）
- 魔族（マゾちゃん・サドヤマエス）
- マヂカルラブリー（野田クリスタル・村上）
- まちむすめ（あゆ・ももみ）[注 44]
- まちゅ〈浅倉南/中川翔子/misono〉
- 松浦景子 (吉本新喜劇)
- 松浦航大
- 松尾アトム前派出所
- 松田幸起〈稲葉浩志〉
- マッハスピード豪速球（さかまき。・ガン太）
- 松原タニシ
- 松本和也
- 松本晃市郎（ジョビン）
- 松本秀樹
- 松本美香
- マネールあべ〈阿部寛/生田斗真〉
- MANEXILE〈EXILE〉（HIRO!?さん〈HIRO〉・ATSUSHI?〈ATSUSHI〉・USA?〈USA〉・TAKAHIRO?〈TAKAHIRO〉）
- ママタルト（大鶴肥満・檜原洋平）
- マユリカ（阪本匠伍・中谷祐太）
- 真夜中クラシック（高橋佑介・タケイユウスケ）[注 34]
- マリア（イーちゃん〈ウラジーミル・プーチン〉・ゆみみ）
- マリオネットブラザーズ（井上大生・肉汁）
- まりんか
- 丸山礼〈土屋太鳳〉
- マンマーレ（松口・ひろ）
- まんぷくフーフー（マービンJr.・松丸ほるもん）
- まんぷくユナイテッド（松下遼太郎・狩野大）
- 三日月マンハッタン（又吉隆行・仲嶺巧）
- ミキ（亜生・昴生）
- みさわ大福[注 72]
- Mr.シャチホコ〈和田アキ子/桜井和寿/桑田佳祐/加山雄三/玉置浩二/平井堅〉
- 道岡桃子（フリー、元新潟テレビ21アナウンサー）
- みっちー〈福山雅治〉
- ミティー
- 見取り図（盛山晋太郎・リリー）
- 湊研雄
- みのるチャチャチャ♪
- みる香
- むらせ〈東山紀之〉
- ムラムラタムラ
- 村本大輔（ウーマンラッシュアワー）
- メルヘン須長〈沢口靖子〉
- メンバー（山口提樹・潮圭太）
- 猛獣クイーンズ（Cody・すぎもとりょうこ）
- もう中学生
- モグライダー（芝大輔・ともしげ）
- モシモシ（まぐろ・いけ・あきちゃん）
- もりせいじゅ
- モリタク!〈岩尾望〉
- 守谷日和
- もりやすバンバンビガロ
- もんきーちゃんねる（中西雅季・菊地拓真）[注 67]
- モンスター☆ニート〈Kis-My-Ft2〉（永田佑輝〈宮田俊哉〉・伊藤直義〈千賀健永〉・田辺麗圭〈藤ヶ谷太輔〉）
- モンツキはかま（お祭りBoy・大藤顕人）
- もんてぃー（川村大地・元田忠久）[注 70]
- 八木真澄（サバンナ）
- やさしいズ（佐伯元輝・タイ）
- やしろ優〈倖田來未〉
- やす子
- 安田由紀奈
- や団（本間キッド・中嶋享・ロングサイズ伊藤）
- 矢内井玲奈 (吉本新喜劇) [注 73]
- 柳元りょう〈小林幸子〉
- 矢野智美（テレビ岩手アナウンサー）
- やのぱん
- 八幡カオル〈小池百合子都知事/峯岸みなみ〉
- 山城久昴
- 山田ホアニータ
- 山田BODY
- ヤマメ（コウタファイヤー・チカト）[注 26]
- 山本博（ロバート）
- ヤンシー&マリコンヌ（松浦真也・森田まりこ）(吉本新喜劇)
- ゆーびーむ☆
- ユーマ
- YU-YA
- ゆきち（小路スペシャル・吉中）
- 夢屋まさる
- ゆったり感（江凸崎馬門・中村英将）
- ゆってぃ
- ゆにばーす（はら〈清宮幸太郎〉・川瀬名人）[注 74]
- ゆりありく
- ゆりやんレトリィバァ
- ゆんぼだんぷ（カシューナッツ・藤原大輔）
- 横浜ヨコハマ（上仲誠彦・新村晋）
- 与座よしあき
- 吉住
- 義将
- 吉松ゴリラ
- よっしー〈草彅剛〉
- 四千頭身（都築拓紀・後藤拓実・石橋遼大）
- ライオンヘッド（リーダー・ハンサムはせ・モジャ）
- ライス（田所仁・関町知弘）
- 雷鳥（お姉ちゃん・ゆういち）
- ラクーンドック（刈部隼斗・木村隆志）
- ラニーノーズ（洲崎貴郁・山田健人）
- ラバーガール（大水洋介・飛永翼）
- ラパルフェ（都留拓也〈阿部寛/ウッディ・プライド〉・尾身智志）
- らびっとビーチ（航・ゆうき・ダニエルU.S.A）
- LOVE（カルビちゃん・たつろう）[注 39]
- Love Me Do
- ラフレクラン（西村真二・きょん）[注 75]
- ラブレターズ（塚本直毅・溜口佑太朗）[注 36]
- ラムズ（石田麻由香・風間春菜）
- ラ・ラベスト（みどりかわたけし・だいちゅん）
- らららら（人羅こうき・吉田惇平）
- ラランド（サーヤ・ニシダ）
- ラリゴ
- らりるRIE〈滝沢カレン〉
- ランジャタイ（伊藤幸司・国崎和也）
- ランパンプス（寺内ゆうき・小林良行）
- 爛々（萌々・大国麗）
- リニア（しょうへい・酒井啓太）
- りんごちゃん〈大友康平、武田鉄矢等〉
- ルサンチマン浅川
- レイザーラモン（レイザーラモンHG[注 76]・レイザーラモンRG）
- レインボー（ジャンボたかお・池田直人）
- レオタードゆり
- レッツゴーよしまさ
- レッドガオ（REOTO・赤壁裕樹）
- ローズヒップファニーファニー（ハギノ・リザードマン・ムーラちゃん）[注 49]
- ロカカカ（舛方一真・さんきゅう倉田）[注 66] → さんきゅう倉田
- ロッキーいしみね
- ロバータ
- ロビンソンズ（北澤ひとし・山﨑のぼる）
- ロングアイランド（松尾侑治・松原侑潔）
- ロングロング（長尾丈史・長峰正典）
- ロンリコ191（阿部拓也・小森ゆうき）[注 14]
- 脇屋敷
- 和牛（川西賢志郎・水田信二）
- 私と社長。（古川モカ・社長）
- 渡瀬瑞基
- わたなべるんるん[注 77]
- わっきゃい
- わらふぢなるお（口笛なるお・ふぢわら）
- ワンワンニャンニャン（菊地優志・福井修一）
- ヲタル

## 主なコーナー

### 松尾チャレンジ
チョコレートプラネット・松尾が、放送においてある有名人に扮装して登場する「松尾チャレンジ」が行われていた。公式Instagramでは、松尾がどの有名人に扮装するのかを予告編のような形で見せるストーリーズが掲載されており、哀川翔、梅沢富美男、古市憲寿などの扮装に挑戦していた。（9月29日現在、ストーリーズの閲覧は可能。）これは、公式SNSのフォロワーからのリクエストに応えて行われたもので、人気企画となっていた。

## 放送リスト

### 単発・スペシャル放送
| 回                      | 放送日         | 曜日   | 放送時間       | ゲスト | 備考                           |
| ----------------------- | -------------- | ------ | -------------- | --- | ------------------------------ |
| 第1回                   | 2015年6月7日   | 日曜日 | 13:15 - 14:15  | テリー伊藤、中田有紀、伊藤綾子、神田愛花                                                                                     | 関東ローカル                   |
| 第2回                   | 2015年12月13日 | 日曜日 | 23:05 - 翌0:00 | 土屋太鳳、ホラン千秋、佐藤栞里、藤田ニコル                                                                                   | 全国ネット                     |
| 第3回                   | 2016年9月18日  | 日曜日 | 23:00 - 23:55  | TAKAHIRO、広瀬すず | 全国ネット                     |
| 第4回                   | 2017年1月15日  | 日曜日 | 22:30 - 23:25  | 綾野剛、きゃりーぱみゅぱみゅ                                                                                                 | 全国ネット                     |
| 第5回                   | 2017年6月6日   | 火曜日 | 21:00 - 22:54  | 芦田愛菜、新井浩文、川栄李奈、滝沢秀明、萬田久子                                                                             | 全国ネット                     |
| 第6回                   | 2018年7月3日   | 火曜日 | 19:00 - 20:54  | 波瑠、伊勢谷友介、浅野忠信、羽鳥慎一、滝沢カレン、SixTONES、Snow Man、Travis Japan、馬場ももこ ほか                          | 全国ネット                     |
| 第7回                   | 2019年7月2日   | 火曜日 | 21:00 - 22:54  | 菅田将暉、櫻井翔（嵐）、藤原竜也、武田真治、大友康平（サプライズゲスト）                                                     | 全国ネット                     |
| 第8回                   | 2019年12月21日 | 土曜日 | 21:20 - 23:00  | 木梨憲武（とんねるず）、桐谷美玲、桝太一、徳島えりか、尾崎里紗、市來玲奈、岩田絵里奈、弘竜太郎、大町怜央、河出奈都美、杉原凜 | 全国ネット                     |
| 第9回                   | 2020年3月24日  | 火曜日 | 21:00 - 22:54  | 水川あさみ、向井理、広瀬すず、吉沢亮、本田紗来、平野紫耀（King & Prince）                                                    | 全国ネット                     |
| 第10回                  | 2020年8月4日   | 火曜日 | 21:00 - 22:54  | 賀来賢人、伊藤健太郎、磯村勇斗、加藤浩次、水卜麻美、近藤春菜（ハリセンボン）、観月ありさ                                     | 全国ネット                     |
| 第11回                  | 2021年2月16日  | 火曜日 | 21:00 - 22:54  | 北川景子、中村倫也、サンドウィッチマン、Creepy Nuts、森七菜                                                                  | 全国ネット                     |
| 第12回（復活特番第1回） | 2023年8月1日   | 火曜日 | 21:00 - 22:54  | 上沼恵美子、山崎賢人、吉沢亮、清野菜名                                                                                       | 全国ネット                     |
| 第13回（復活特番第2回） | 2023年12月29日 | 金曜日 | 23:29 - 翌1:24 | 生見愛瑠、島崎和歌子、若槻千夏                                                                                               | 一部の系列局を除く。           |
| 第14回（復活特番第3回） | 2024年7月1日   | 月曜日 | 23:59 - 翌0:54 | Aぇ!group | 月曜プラチナイトで全国ネット。 |
| 第15回（復活特番第4回） | 2025年1月3日   | 金曜日 | 23:25 - 翌0:55 | |                                |

- 第2回から第4回までは『日曜ドラマ』の改編期休止代替特番として放送。
- 第8回は『エンタの神様&ウチのガヤがすみません!年末は爆笑パーティーで盛り上がろSP』2部として放送。
- 第6回のSnow Manは結成当初からの6人、Travis Japanは2017年11月18日からの現行メンバー7人。

### レギュラー版
| 2017年（平成29年） | 2017年（平成29年） | 2017年（平成29年）                                     | 2017年（平成29年）                                                                                           |
| 回数               | 放送日時           | ゲスト                                                 | 備考 |
| ------------------ | ------------------ | ------------------------------------------------------ | --- |
| 1                  | 4月4日             | 加藤シゲアキ、手越祐也（NEWS）                         | |
| 2                  | 4月11日            | 木村文乃、中川大志、平祐奈                             | |
| 3                  | 4月25日            | 新川優愛、本仮屋ユイカ                                 | |
| 4                  | 5月2日             | 菅田将暉                                               | |
| 5                  | 5月9日             | 野村周平、滝沢カレン                                   | |
| 6                  | 5月16日            | TAKAHIRO、小林直己                                     | |
| 7                  | 5月24日（水）      | 福士蒼汰                                               | 0:09 - 1:04に放送（10分繰り下げ）。                                                                          |
| 8                  | 5月30日            | 野村萬斎、泉里香                                       | |
| 9                  | 6月6日             | 上記単発放送の特別編                                   | |
| 10                 | 6月13日            | 加藤諒、りゅうちぇる                                   | |
| 11                 | 6月20日            | 桐山照史、重岡大毅、藤井流星（いずれもジャニーズWEST） | |
| 12                 | 6月27日            | 片岡愛之助                                             | |
| 13                 | 7月4日             | 杉咲花                                                 | |
| 14                 | 7月11日            | 川口春奈                                               | |
| 15                 | 7月18日            | GENERATIONS from EXILE TRIBE                           | |
| 16                 | 8月1日             | 川島海荷、竹内涼真                                     | |
| 17                 | 8月8日             | 登坂広臣、山下健二郎                                   | |
| 18                 | 8月15日            | 出川哲朗                                               | |
| 19                 | 8月22日            | 岡田准一（V6 / Coming Century）                        | |
| 20                 | 8月29日            | 土屋太鳳、間宮祥太朗                                   | |
| 21                 | 9月6日（水）       | 青山テルマ                                             | 0:44 - 1:39に放送（45分繰り下げ）。 また、放送中の0:47ごろから数分間に渡って映像が止まる放送事故が起こった。 |
| 22                 | 9月12日            | 妻夫木聡、水原希子                                     | |
| 23                 | 9月19日            | 佐藤健                                                 | |
| 24                 | 10月3日            | 有村架純                                               | |
| 25                 | 10月10日           | ディーン・フジオカ                                     | |
| 26                 | 10月17日           | 小倉優子、ギャル曽根                                   | |
| 27                 | 10月24日           | 阿部サダヲ、蒼井優                                     | |
| 28                 | 11月7日            | 天海祐希                                               | |
| 29                 | 11月14日           | 篠田麻里子                                             | [ 注 83 ] |
| 30                 | 11月21日           | 中条あやみ、志尊淳                                     | |
| 31                 | 11月28日           | 高橋英樹、高橋真麻                                     | |
| 32                 | 12月6日（水）      | 賀来賢人、太賀                                         | 0:09 - 1:04に放送（10分繰り下げ）。                                                                          |
| 33                 | 12月13日（水）     | 中島健人（Sexy Zone）、平祐奈                          | 0:09 - 1:04に放送（10分繰り下げ）。                                                                          |
| 34                 | 12月26日           | 桐谷美玲                                               | |

| 2018年（平成30年） | 2018年（平成30年） | 2018年（平成30年） | 2018年（平成30年）                                     |
| 回数               | 放送日時           | ゲスト | 備考                                                   |
| ------------------ | ------------------ | --- | ------------------------------------------------------ |
| 35                 | 1月9日             | 玉木宏 |                                                        |
| 36                 | 1月16日            | 内田理央、大川藍 |                                                        |
| 37                 | 1月30日            | 錦戸亮（関ジャニ∞） |                                                        |
| 38                 | 2月6日             | IKKO、KABA.ちゃん |                                                        |
| 39                 | 2月14日（水）      | 二階堂ふみ、吉沢亮 | 0:09 - 1:04に放送（10分繰り下げ）。                    |
| 40                 | 2月21日（水）      | 知英、大政絢 | 0:09 - 1:04に放送（10分繰り下げ）。                    |
| 41                 | 2月27日            | 田中圭 |                                                        |
| 42                 | 3月6日             | 知念侑李（Hey! Say! JUMP）、小松菜奈 |                                                        |
| 43                 | 3月13日            | 岩田剛典 |                                                        |
| 44                 | 3月20日            | 滝沢カレン |                                                        |
| 45                 | 4月3日             | 及川光博 |                                                        |
| 46                 | 4月10日            | 木梨憲武（とんねるず） |                                                        |
| 47                 | 4月17日            | 広瀬アリス |                                                        |
| 48                 | 4月24日            | オアシズ（光浦靖子・大久保佳代子） |                                                        |
| 49                 | 5月8日             | 生田斗真、瑛太 |                                                        |
| 50                 | 5月15日            | 竹内結子、水川あさみ |                                                        |
| 51                 | 5月22日            | 岩橋玄樹、岸優太、髙橋海人（いずれもKing & Prince） | ネット配信はなし。                                     |
| 52                 | 5月29日            | 東出昌大、新田真剣佑 |                                                        |
| 53                 | 6月6日（水）       | 榮倉奈々、安田顕 | 0:09 - 1:04に放送（10分繰り下げ）。                    |
| 54                 | 6月20日（水）      | 志尊淳、くっきー（野性爆弾） | 0:09 - 1:04に放送（10分繰り下げ）。                    |
| 55                 | 6月27日（水）      | 秋元真夏、生田絵梨花、白石麻衣、松村沙友理、大園桃子、新内眞衣、中田花奈、高山一実・西野七瀬（以上乃木坂46） | 0:09 - 1:04に放送（10分繰り下げ）。                    |
| 56                 | 7月3日             | 上記単発放送の延長戦 |                                                        |
| 57                 | 7月10日            | 2018年上半期ガヤ芸人グランプリ! |                                                        |
| 58                 | 7月17日            | 鈴木奈々、ダレノガレ明美、朝日奈央 |                                                        |
| 59                 | 7月24日            | 竹内涼真、浜辺美波 |                                                        |
| 60                 | 7月31日            | オカダ・カズチカ、矢野通、外道 |                                                        |
| 61                 | 8月7日             | 関根勤、稲村亜美 |                                                        |
| 62                 | 8月14日            | Perfume（樫野有香・西脇綾香・大本彩乃） |                                                        |
| 63                 | 8月22日            | 木村拓哉、松重豊 | ネット配信はなし。                                     |
| 64                 | 8月28日            | 紗栄子 |                                                        |
| 65                 | 9月4日             | 中条あやみ、佐野勇斗 |                                                        |
| 66                 | 9月12日（水）      | 加藤シゲアキ（NEWS）、間宮祥太朗、小関裕太 | ネット配信はなし。 0:29 - 1:24に放送（30分繰り下げ）。 |
| 67                 | 9月18日            | きゃりーぱみゅぱみゅ |                                                        |
| 68                 | 9月25日            | 澤穂希、丸山桂里奈 |                                                        |
| 69                 | 10月9日            | 阿部サダヲ、吉岡里帆 |                                                        |
| 70                 | 10月16日           | 武井壮、成田緑夢 |                                                        |
| 71                 | 10月30日           | 福士蒼汰、大野拓朗 |                                                        |
| 72                 | 11月7日（水）      | 趣里、仲里依紗 | 0:09 - 1:04に放送（10分繰り下げ）。                    |
| 73                 | 11月14日           | 乃木坂46（秋元真夏・生田絵梨花・伊藤理々杏・井上小百合・梅澤美波・衛藤美彩・大園桃子・齋藤飛鳥・斉藤優里・桜井玲香・佐藤楓・白石麻衣・新内眞衣・高山一実・西野七瀬・星野みなみ・堀未央奈・松村沙友理・山下美月・若月佑美） |                                                        |
| 74                 | 11月20日           | デヴィ夫人、池田美優(みちょぱ)、ヒロシ |                                                        |
| 75                 | 11月27日           | 出川哲朗 |                                                        |
| 76                 | 12月4日            | 岡田准一（V6/Coming Century）、松たか子 | ネット配信はなし。                                     |
| 77                 | 12月12日（水）     | 土屋太鳳、北村匠海 | 0:09 - 1:04に放送（10分繰り下げ）。                    |
| 78                 | 12月19日（水）     | 那須川天心、春日俊彰（オードリー) | 0:09 - 1:04に放送（10分繰り下げ）。                    |
| 79                 | 12月25日           | 高畑充希 |                                                        |

| 2019年（平成31年→令和元年） | 2019年（平成31年→令和元年） | 2019年（平成31年→令和元年） | 2019年（平成31年→令和元年）                            | 2019年（平成31年→令和元年） |
| 回数                        | 放送日時                    | ゲスト | 備考                                                   |                             |
| --------------------------- | --------------------------- | --- | ------------------------------------------------------ | --------------------------- |
| 80                          | 1月8日                      | 村上佳菜子、畠山愛理 |                                                        |                             |
| 81                          | 1月15日                     | 青山テルマ、藤田ニコル |                                                        |                             |
| 82                          | 1月22日                     | 和田アキ子 |                                                        |                             |
| 83                          | 1月28日                     | 総集編 |                                                        |                             |
| 84                          | 2月5日                      | 橋本環奈 |                                                        |                             |
| 85                          | 2月12日                     | 中井りか（NGT48）、西野未姫、ゆきぽよ |                                                        |                             |
| 86                          | 2月19日                     | 戸田恵梨香、大原櫻子 |                                                        |                             |
| 87                          | 2月26日                     | DA PUMP（ISSA） |                                                        |                             |
| 88                          | 3月5日                      | 永野芽郁 |                                                        |                             |
| 89                          | 3月12日                     | 高橋メアリージュン、高橋ユウ |                                                        |                             |
| 90                          | 3月26日                     | 片寄涼太、鈴木伸之、佐野玲於、町田啓太、関口メンディー |                                                        |                             |
| 91                          | 4月2日                      | 斎藤工 |                                                        |                             |
| 92                          | 4月9日                      | 田中圭 |                                                        |                             |
| 93                          | 4月23日                     | 指原莉乃（HKT48） | 平成最後のゲスト。                                     |                             |
| 94                          | 5月1日（水）                | 松岡茉優 | 0:59 - 1:54に放送（60分繰り下げ）。令和最初のゲスト。  |                             |
| 95                          | 5月7日                      | 竹内涼真 |                                                        |                             |
| 96                          | 5月14日                     | 松坂桃李、芳根京子 |                                                        |                             |
| 97                          | 5月28日                     | 玉森裕太（Kis-My-Ft2）、吉岡里帆 | ネット配信はなし。                                     |                             |
| 98                          | 6月4日                      | 小松菜奈、門脇麦、成田凌 |                                                        |                             |
| 99                          | 6月11日                     | 土屋アンナ、アンミカ |                                                        |                             |
| 100                         | 6月25日                     | 吉田沙保里、杉本美香 |                                                        |                             |
| 101                         | 7月2日                      | 上記単発放送の未公開スペシャル | ネット配信はなし。                                     |                             |
| 102                         | 7月9日                      | 未公開スペシャル |                                                        |                             |
| 103                         | 7月16日                     | MEGUMI、伊藤沙莉 |                                                        |                             |
| 104                         | 7月23日                     | 窪田正孝、山本舞香 |                                                        |                             |
| 105                         | 7月30日                     | 佐藤健、有村架純、波瑠、ケンドーコバヤシ |                                                        |                             |
| 106                         | 8月6日                      | なにわ男子 | ネット配信はなし。                                     |                             |
| 107                         | 8月13日                     | 加藤浩次（極楽とんぼ）、濱口優（よゐこ） |                                                        |                             |
| 108                         | 8月20日                     | 長嶋一茂 |                                                        |                             |
| 109                         | 8月27日                     | 宮野真守、梶裕貴 |                                                        |                             |
| 110                         | 9月3日                      | 小島瑠璃子、勝俣州和 |                                                        |                             |
| 111                         | 9月11日（水）               | 平野紫耀（King & Prince） | ネット配信はなし。                                     |                             |
| 112                         | 9月17日                     | 松坂桃李、浜辺美波 |                                                        |                             |
| 113                         | 9月25日（水）               | 総集編 | 0:09 - 1:04に放送（10分繰り下げ）。                    |                             |
| 114                         | 10月2日（水）               | 志尊淳、山田裕貴 | 0:09 - 1:04に放送（10分繰り下げ）。                    |                             |
| 115                         | 10月9日（水）               | 綾野剛、杉咲花 | 0:09 - 1:04に放送（10分繰り下げ）。                    |                             |
| 116                         | 10月15日                    | 賀来賢人、夏帆 |                                                        |                             |
| 117                         | 10月23日（水）              | 佐藤勝利（Sexy Zone）、髙橋海人（King & Prince） | ネット配信はなし。 1:09 - 2:04に放送（70分繰り下げ）。 |                             |
| 118                         | 10月29日                    | 間宮祥太朗、桜井日奈子 |                                                        |                             |
| 119                         | 11月6日（水）               | 福山雅治 | 0:09 - 1:04に放送（10分繰り下げ）。                    |                             |
| 120                         | 11月12日                    | LISA(m-flo)、若槻千夏 |                                                        |                             |
| 121                         | 11月19日                    | はじめしゃちょー 、シルクロード（フィッシャーズ） |                                                        |                             |
| 122                         | 12月3日                     | 乃木坂46（秋元真夏・生田絵梨花・岩本蓮加・梅澤美波・遠藤さくら・賀喜遥香・北野日奈子・齋藤飛鳥・白石麻衣・新内眞衣・高山一実・筒井あやめ・中田花奈・星野みなみ・堀未央奈・松村沙友理・山下美月・与田祐希・和田まあや） |                                                        |                             |
| 123                         | 12月18日（水）              | 神木隆之介・中村倫也 | 0:09 - 1:04に放送（10分繰り下げ）。                    |                             |
| 124                         | 12月25日（水）              | 桐谷美玲 | 0:09 - 1:04に放送（10分繰り下げ）。                    |                             |

| 2020年（令和2年） | 2020年（令和2年） | 2020年（令和2年） | 2020年（令和2年） | 2020年（令和2年） |
| 回数              | 放送日時          | ゲスト | 備考 |                   |
| ----------------- | ----------------- | --- | --- | ----------------- |
| 125               | 1月7日            | 吉高由里子 | |                   |
| 126               | 1月14日           | 山田涼介（Hey! Say! JUMP）、芳根京子 | ネット配信はなし。 |                   |
| 127               | 1月21日           | 高橋一生、蒼井優 | |                   |
| 128               | 1月28日           | 総集編 | |                   |
| 129               | 2月11日           | 倖田來未 | |                   |
| 130               | 2月18日           | 清塚信也、河合郁人（A.B.C-Z） | ネット配信はなし。 |                   |
| 131               | 2月25日           | 千葉雄大、鈴木拡樹 | |                   |
| 132               | 3月3日            | 板橋駿谷、王林（りんご娘） | |                   |
| 133               | 3月10日           | 宮藤官九郎 | |                   |
| 134               | 3月17日           | 及川光博 | |                   |
| 135               | 3月24日           | 上記単発スペシャルの未公開スペシャル | ネット配信はなし。 |                   |
| 136               | 3月31日           | 総集編 | |                   |
| 137               | 4月7日            | 高畑充希、大原櫻子 | |                   |
| 138               | 4月14日           | 日向坂46(河田陽菜、佐々木久美、佐々木美玲、宮田愛萌、加藤史帆、齊藤京子、金村美玖、東村芽依、高本彩花、濱岸ひより、渡邉美穂、潮紗理菜、影山優佳、小坂菜緒、高瀬愛奈、富田鈴花、丹生明里、松田好花、上村ひなの、髙橋未来虹、森本茉莉、山口陽世) | |                   |
| 139               | 4月21日           | 総集編 | |                   |
| 140               | 4月28日           | 総集編 | |                   |
| 141               | 5月6日（水）      | みちょぱ、ファーストサマーウイカ 自宅からおもてなしSP! | 0:09 - 1:04に放送（10分繰り下げ）。 |                   |
| 142               | 5月12日           | 自宅からおもてなしSP! | |                   |
| 143               | 5月19日           | 指原莉乃 | |                   |
| 144               | 5月26日           | 指原莉乃 | |                   |
| 145               | 6月2日            | 松丸亮吾、滝沢カレン | |                   |
| 146               | 6月9日            | 中山秀征 | |                   |
| 147               | 6月16日           | コロッケ、めるる | |                   |
| 148               | 6月23日           | 朝日奈央、ナヲ（マキシマム ザ ホルモン） | |                   |
| 149               | 6月30日           | 鷲見玲奈、岡副麻希 | |                   |
| 150               | 7月7日            | 東野幸治 | |                   |
| 151               | 7月14日           | 髙地優吾、田中樹、ジェシー（SixTONES） | ネット配信はなし。 |                   |
| 152               | 7月21日           | 大久保佳代子、小島瑠璃子 | |                   |
| 153               | 7月28日           | 総集編 | |                   |
| 154               | 8月4日            | 上記単発スペシャルの完結編 | |                   |
| 155               | 8月25日           | 亀梨和也（KAT-TUN）、奈緒 | ネット配信はなし。 |                   |
| 156               | 9月1日            | 剛力彩芽 | |                   |
| 157               | 9月8日            | 濱田岳、水川あさみ | |                   |
| 158               | 9月15日           | 宮田俊哉、二階堂高嗣、玉森裕太（Kis-My-Ft2） | ネット配信はなし。 |                   |
| 159               | 9月22日           | 鈴木崇大、三浦敏和（タカアンドトシ） | |                   |
| 160               | 9月29日           | 玉木宏、川口春奈 | |                   |
| 161               | 10月6日           | 上白石萌音 | |                   |
| 162               | 10月13日          | 長嶋一茂、古市憲寿 | |                   |
| 163               | 10月20日          | 今田耕司 | |                   |
| 164               | 10月27日          | 吉高由里子、横浜流星 | |                   |
| 165               | 11月3日           | 吉田沙保里、松本薫 | 当初は伊藤健太郎、三吉彩花をゲストに迎える予定だったが、伊藤の不祥事により変更となった。0:04 - 0:59に放送（5分繰り下げ）。                     |                   |
| 166               | 11月10日          | 三吉彩花 | 当初は11月3日に放送予定だったが、伊藤の不祥事により変更となり、伊藤の出演シーンはカットされ、1月14日放送分のガヤラーメン王決定戦を再放送した。 |                   |
| 167               | 11月17日          | 尾上右近、桜井日奈子 | |                   |
| 168               | 11月24日          | NAOTO、土屋太鳳 | |                   |
| 169               | 12月1日           | Snow Man（深澤辰哉・ラウール・宮舘涼太） | |                   |
| 170               | 12月15日          | 三浦翔平、西川貴教 ガヤ芸人2020年振り返りSP | |                   |

| 2021年（令和3年） | 2021年（令和3年） | 2021年（令和3年）                                                    | 2021年（令和3年）                   | 2021年（令和3年） |
| 回数              | 放送日時          | ゲスト                                                               | 備考                                |                   |
| ----------------- | ----------------- | -------------------------------------------------------------------- | ----------------------------------- | ----------------- |
| 171               | 1月5日            | 東山紀之                                                             |                                     |                   |
| 172               | 1月12日           | 超豪華ゲストキャラ崩壊SP                                             |                                     |                   |
| 173               | 1月19日           | 岡田将生、志尊淳                                                     |                                     |                   |
| 174               | 1月26日           | 綾野剛、磯村勇斗                                                     |                                     |                   |
| 175               | 2月3日（水）      | 岡田准一、平手友梨奈                                                 | 0:09 - 1:04に放送（10分繰り下げ）。 |                   |
| 176               | 2月10日（水）     | 片瀬那奈、福原遥                                                     | 0:09 - 1:04に放送（10分繰り下げ）。 |                   |
| 177               | 2月16日           | 上記単発スペシャルの完結編                                           |                                     |                   |
| 178               | 2月23日           | 松坂桃李、仲野太賀                                                   |                                     |                   |
| 179               | 3月2日            | THE RAMPAGE from EXILE TRIBE（吉野北人・川村壱馬・RIKU・陣・LIKIYA） |                                     |                   |
| 180               | 3月9日            | 神尾楓珠                                                             |                                     |                   |
| 181               | 3月23日           | 藤原紀香                                                             |                                     |                   |
| 182               | 3月30日           | 前田敦子、板野友美                                                   |                                     |                   |
| 183               | 4月6日            | 松山ケンイチ、木村文乃                                               |                                     |                   |
| 184               | 4月13日           | 岩田絵里奈、河出奈都美、石川みなみ                                   |                                     |                   |
| 185               | 4月20日           | 川田裕美、神田愛花、鷲見玲奈                                         |                                     |                   |
| 186               | 4月27日           | 田中圭                                                               |                                     |                   |
| 187               | 5月4日            | 走る歌う叫ぶ!超豪華ゲストが体張っちゃいましたSP                      |                                     |                   |
| 188               | 5月11日           | 永野芽郁                                                             |                                     |                   |
| 189               | 5月18日           | 指原莉乃                                                             |                                     |                   |
| 190               | 5月25日           | 三宅健（V6 / Coming Century）                                        |                                     |                   |
| 191               | 6月2日（水）      | 山田孝之、佐藤二朗                                                   | 0:09 - 1:04に放送（10分繰り下げ）。 |                   |
| 192               | 6月8日            | 下野紘                                                               |                                     |                   |
| 193               | 6月15日           | 有岡大貴（Hey! Say! JUMP）、松丸亮吾                                 |                                     |                   |
| 194               | 6月22日           | ラウール（Snow Man）、吉川愛                                         |                                     |                   |
| 195               | 6月29日           | 北村匠海、鈴木伸之                                                   |                                     |                   |
| 196               | 7月6日            | 児嶋一哉（アンジャッシュ）、川島明（麒麟）                           |                                     |                   |
| 197               | 7月13日           | GENERATIONS from EXILE TRIBE                                         |                                     |                   |
| 198               | 7月20日           | 叶姉妹                                                               |                                     |                   |
| 199               | 8月4日（水）      | 安達祐実                                                             | 0:54 - 1:49に放送（55分繰り下げ）。 |                   |
| 200               | 8月10日           | 寺田心                                                               |                                     |                   |
| 201               | 8月17日           | 上白石萌歌、細田佳央太                                               |                                     |                   |
| 202               | 8月25日（水）     | 高橋克典                                                             | 0:04 - 0:59に放送（5分繰り下げ）。  |                   |
| 203               | 9月1日（水）      | 藤原竜也、風間俊介                                                   | 0:04 - 0:59に放送（5分繰り下げ）。  |                   |
| 204               | 9月7日            | ウエンツ瑛士、近藤春菜（ハリセンボン）                               |                                     |                   |
| 205               | 9月14日           | 間宮祥太朗、貴島明日香                                               |                                     |                   |
| 206               | 9月21日           | ムロツヨシ                                                           |                                     |                   |
| 207               | 9月28日           | ヒロミと後藤をおもてなしSP                                           | 最終回。                            |                   |

## ネット局
| 放送対象地域   | 放送局                    | 系列                                         | 放送日時                     | ネット状況 | 備考                |
| -------------- | ------------------------- | -------------------------------------------- | ---------------------------- | ---------- | ------------------- |
| 関東広域圏     | 日本テレビ（NTV）         | 日本テレビ系列                               | 火曜 23:59 - 翌0:54          | 制作局     | 制作局              |
| 北海道         | 札幌テレビ（STV）         | 日本テレビ系列                               | 火曜 23:59 - 翌0:54          | 同時ネット |                     |
| 青森県         | 青森放送（RAB）           | 日本テレビ系列                               | 火曜 23:59 - 翌0:54          | 同時ネット |                     |
| 岩手県         | テレビ岩手（TVI）         | 日本テレビ系列                               | 火曜 23:59 - 翌0:54          | 同時ネット |                     |
| 宮城県         | ミヤギテレビ（MMT）       | 日本テレビ系列                               | 火曜 23:59 - 翌0:54          | 同時ネット |                     |
| 秋田県         | 秋田放送（ABS）           | 日本テレビ系列                               | 火曜 23:59 - 翌0:54          | 同時ネット |                     |
| 山形県         | 山形放送（YBC）           | 日本テレビ系列                               | 火曜 23:59 - 翌0:54          | 同時ネット |                     |
| 福島県         | 福島中央テレビ（FCT）     | 日本テレビ系列                               | 火曜 23:59 - 翌0:54          | 同時ネット |                     |
| 山梨県         | 山梨放送（YBS）           | 日本テレビ系列                               | 火曜 23:59 - 翌0:54          | 同時ネット |                     |
| 新潟県         | テレビ新潟（TeNY）        | 日本テレビ系列                               | 火曜 23:59 - 翌0:54          | 同時ネット |                     |
| 長野県         | テレビ信州（TSB）         | 日本テレビ系列                               | 火曜 23:59 - 翌0:54          | 同時ネット |                     |
| 静岡県         | 静岡第一テレビ（SDT）     | 日本テレビ系列                               | 火曜 23:59 - 翌0:54          | 同時ネット |                     |
| 富山県         | 北日本放送（KNB）         | 日本テレビ系列                               | 火曜 23:59 - 翌0:54          | 同時ネット |                     |
| 石川県         | テレビ金沢（KTK）         | 日本テレビ系列                               | 火曜 23:59 - 翌0:54          | 同時ネット |                     |
| 福井県         | 福井放送（FBC）           | 日本テレビ系列                               | 火曜 23:59 - 翌0:54          | 同時ネット |                     |
| 中京広域圏     | 中京テレビ（CTV）         | 日本テレビ系列                               | 火曜 23:59 - 翌0:54          | 同時ネット | [ 注 91 ]           |
| 近畿広域圏     | 読売テレビ（ytv）         | 日本テレビ系列                               | 火曜 23:59 - 翌0:54          | 同時ネット |                     |
| 鳥取県・島根県 | 日本海テレビ（NKT）       | 日本テレビ系列                               | 火曜 23:59 - 翌0:54          | 同時ネット |                     |
| 広島県         | 広島テレビ（HTV）         | 日本テレビ系列                               | 火曜 23:59 - 翌0:54          | 同時ネット |                     |
| 山口県         | 山口放送（KRY）           | 日本テレビ系列                               | 火曜 23:59 - 翌0:54          | 同時ネット |                     |
| 徳島県         | 四国放送（JRT）           | 日本テレビ系列                               | 火曜 23:59 - 翌0:54          | 同時ネット |                     |
| 香川県・岡山県 | 西日本放送（RNC）         | 日本テレビ系列                               | 火曜 23:59 - 翌0:54          | 同時ネット |                     |
| 愛媛県         | 南海放送（RNB）           | 日本テレビ系列                               | 火曜 23:59 - 翌0:54          | 同時ネット |                     |
| 高知県         | 高知放送（RKC）           | 日本テレビ系列                               | 火曜 23:59 - 翌0:54          | 同時ネット |                     |
| 福岡県         | 福岡放送（FBS）           | 日本テレビ系列                               | 火曜 23:59 - 翌0:54          | 同時ネット |                     |
| 長崎県         | 長崎国際テレビ（NIB）     | 日本テレビ系列                               | 火曜 23:59 - 翌0:54          | 同時ネット |                     |
| 熊本県         | くまもと県民テレビ（KKT） | 日本テレビ系列                               | 火曜 23:59 - 翌0:54          | 同時ネット |                     |
| 大分県         | テレビ大分（TOS）         | 日本テレビ系列 フジテレビ系列                | 火曜 23:59 - 翌0:54          | 同時ネット | [ 注 92 ]           |
| 宮崎県         | テレビ宮崎（UMK）         | フジテレビ系列 日本テレビ系列 テレビ朝日系列 | 火曜 23:59 - 翌0:54          | 同時ネット | [ 注 92 ] [ 注 93 ] |
| 鹿児島県       | 鹿児島読売テレビ（KYT）   | 日本テレビ系列                               | 火曜 23:59 - 翌0:54          | 同時ネット |                     |
| 沖縄県         | 沖縄テレビ (OTV)          | フジテレビ系列                               | 金曜 0:30 - 1:25（木曜深夜） | 遅れネット | 遅れネット          |

ネット配信
| 配信元 | 更新日時                  | 備考                 |
| ------ | ------------------------- | -------------------- |
| TVer   | 水曜 0:54（火曜深夜）更新 | 最新話限定で無料配信 |
| hulu   | 更新時間未定              | 有料会員は全話見放題 |

- 但し、放送リストの備考欄に掲載されている一部の回に於いては、ネット配信を見送られている。

## スタッフ
※レギュラー版から
- 演出：宮森宏樹（※、2018年12月11日 -）
- ナレーション：バッキー木場【毎週】、山田愛実（TEAM BANANA）、武藤香奈【不定期】
- 構成：石原健次、林龍雄、永井ふわふわ、谷口マサヒト（谷口→※）、安部裕之（安部→※、2017年6月6日 - ）
- TM：望月達史（第3回までと※、2018年6月5日 - ）
- SW：荻野高康（※）、蔦佳樹（第1,4回）【週替り】
- CAM：大庭茂嗣、髙木亮（※）【週替り】
- MIX：村瀬修(脩)一（※）、白水英国（第1,2,4回-）【週替り】
- VE：鬼頭知佐
- 照明：粂野高央、小笠原雅登（共に※）【週替り】
- 美術プロデューサー：稲本浩
- デザイン：平岡真穂
- 美術協力：日テレアート
- イラスト（※）：津島美樹、須藤えりか
- CG（※）：森三平
- 大道具：紫藤翼（※）
- 小道具：大久保俊彦（※）
- 電飾：生出華江（※）
- メイク：小室あい（※）
- 技術協力：NiTRO、日放
- 編集：加納敏行（イカロス）
- MA：山本宗太（イカロス、※）
- 音効：小田切暁
- リサーチ（※）：池田恵、岩井紗世子（共に※、2019年5月14日-）、福田光利（※、2021年9月-）
- TK：桜井えみこ
- デスク：本郷直
- AP：田中千賀子、古庄裕、坂田景子、東野真有（全員→※）
- AD：前上門周汰、吉田弘一、片岡明日香、根本裕紀、菅瑠梨、内菌清志、瀧田水紀、小川裕香里（クリエイターズボックス）、鈴木あかね、小林早希、山村美樹、長谷川鈴佳、山田恭平、知見真衣、市川雄（全員→※）【週替り】
- ディレクター：尾越功（ハンター）、宮原健（ZION）、大納啓太（以前はAD）、山本恭彦、本河隆志・川口順也・大谷俊介（ザ・ワークス）、小澤博之（チーフディレクターの回あり）、渡辺伸、松本恭誠、財津猛（一時離脱→復帰）、北條学（極東電視台）、植木光雄（第2,4回と※）、濱本美香、廣田彰大、袖山淳【週替り】（松本・袖山→以前はAD、大納・本河～北條・濱本・袖山→※、濱本・廣田→一時離脱→復帰）
- チーフディレクター：小林淳一（第1,4回と※、えすと）、大場剛（極東電視台、※）、今村光宏、栗原利典（ザ・ワークス、※）【毎週】、宮本将孝（極東電視台、※）【週替り】
- プロデューサー：前田直彦（※、2020年10月6日 - ）、川口信洋（※、2021年6月1日 - ）、阿河朋子（えすと）、山谷紅葉（※、以前はAP）、加藤正和（極東電視台、第3,4回 - ）、三浦佳憲（ZION）、久田誠司（※）、山本玲子（ザ・ワークス、※）、日下潤（第4回 - 、一時離脱→復帰、第1,3回はAP、えすと）
- チーフプロデューサー：原司（※、2021年6月1日 - ）
- 制作協力：えすと、極東電視台（極東→第3,4回）、ZION、THE WORKS（THE→※）
- 製作著作：日本テレビ

### 復活特番（2023年以降）
- 演出：宮森宏樹
- ナレーター：バッキー木場
- 構成：石原健次、谷口マサヒト、鈴木遼、関野樹（鈴木・関野→第3回-）
- TM：小椋敏宏
- SW：荻野高康
- CAM：大庭茂嗣
- MIX：村瀬脩一（第1,2,4回）
- VE：山口考志（第1,3回-）
- 照明：村上洋平（第3回-）
- 美術プロデューサー：茂木大樹（第4回）
- デザイン：平岡真穂、高木彩（高木→第4回）
- 美術協力：日テレアート
- 大道具：才原裕二（第2回-）
- 小道具：大久保俊彦
- 電飾：平ノ内厚夫（第4回）
- メイク：奥松かつら（第2,4回）
- 技術協力：NiTRO、日放
- 編集：加納敏行（REVEL、第3回-）、平子雄二（REVEL、第4回、第2回はイカロス）
- MA：斉藤亮（REVEL、第4回）
- 音効：小田切暁
- リサーチ：リベラス（第3回-）
- TK：桜井えみこ
- デスク：本郷直
- ディレクター：齋藤郁恵・南條友香（えすと）、森山悠、石和田英明、久富久伸、酒井俊也/小川裕香里（クリエイターズボックス）、大道萌衣、桑原洸輔、齋藤水貴、西村紗弥子（酒井→第1,3回-、小川→第1,2,4回、南條→第2回-、大道→第3回-、森山・石和田・久富・桑原・齋藤水・西村→第4回）
- チーフディレクター：尾越功（ハンター、第3回-、第2回はディレクター）、大谷俊介（ザ・ワークス、第1,3回-）
- プロデューサー：滝澤真一郎/阿河朋子・日下潤（えすと）、山本玲子（ザ・ワークス）、西あかね、友枝あす香、佐藤優里（佐藤→第2回-、滝澤・西→第3回-、滝澤→第1,2回は統括プロデューサー、友枝→第4回）
- チーフプロデューサー：横田崇（第3回-）
- 制作協力：えすと、THE WORKS
- 製作著作：日本テレビ

#### 過去のスタッフ（レギュラー版）
- 企画：上田崇博（2018年5月29日までは演出兼務）
- 演出：福田逸平太（※、2018年6月5日 - 12月4日、以前は演出→企画兼任）
- ナレーション：服部潤（第1回のみ）、岩田絵里奈（日本テレビアナウンサー）、山田みほ、町田浩徳・佐藤義朗・河出奈都美（日本テレビアナウンサー）（岩田以降→※）
- 構成：細井新（第1回のみ）、飯塚大悟（第4回まで）
- TM：木村博靖
- SW：望月達史（第3回まで）、鎌倉和由（※）
- CAM：中村哲也、岩倉康宏、池田亮（全員→※）
- MIX：太田黒健至（第3回）、五十嵐愛（※）
- VE：斎藤孝行（第3回までと※）、飯島友美、塩原和益、岩原正明、古手川大、石山実、向山江梨佳、宮崎要裕、山口考志（飯島以降→※、山口→第4回）、石野太一
- 照明：青山桃子（第1,2回）、下平好実（第4回）、千葉雄、小川勉、小林勉（千葉～小林→※）、加藤恵介（第3回と※）、名取孝昌（※）
- 大道具：小笠原憲仁（第1回）、赤木直樹（第2回）、才原裕二（第3,4回）
- 小道具：高橋吉彦、辻光久（辻→※）
- 電飾：尾島香奈（第1回）、福地風花（第2回）、鈴木雄蒔（第3回）、飯塚奈美（第4回）
- メイク：奥松かつら（第3回まで）、スタジオまむ（第4回）
- MA：飯塚雄一（第4回まで）、島崎敏晴・梶山恭一（イカロス、※）
- TK：奈良里美（第1回）
- リサーチ：菅原秀典（第2回まで）、大森智仁、岡田聡一郎（大森・岡田→※）
- フロア（第3回まで）：双津大地郎（第3回まで）
- AP：山岡恭典（第2,3回）、小暮美帆（第3回）、林貴恵、栗林翔子（林・栗林→第4回と※）、渡辺紘子、竹部歩美、阿部理江、上岡恵莉華、市川舞子、山口葉月（以前はAD）、岡村美波（渡辺・竹部・阿部以降→※）
- AD：吉田香里奈、野口眞嗣、山口慶太郎（吉田〜山口慶→第1回）、長沼秀幸、山口智教（長沼・山口→第2回）、長谷川智也（長谷川→第2,3回）、高島伸昌、片岩和紀（高島以降→第3回）、大木奈菜、尾鷲裕介、石川正人、葛原義徳、西村翼（第4回）、永井純平（第3,4回と※）、小林祐一（第2,3回と※）、畠健太郎、嶋田莉乃、岸秀憲、川井梨央、北田千佳、佐々木華愛、湯谷彰人、内田侑希、新西加奈、休場遼、森本実緒、佐久間あかね、安田真之、市川凌雅、藤井里帆、岡本真樹、田中麻梨紗、吉田明希、石川由佳、村山慧、比嘉絵理香、中村恭子、藤巻春咲、内山智紘、佐藤藍子（畠以降→※）
- ディレクター：岡田直也（第1,4回）、成田真司（第2回）、緑川大介、國枝正樹（全員→第3回）、遠藤貴士（第3回と※、Generation）、高橋久直（第3,4回、極東電視台）、東海林明、藤巻聖、田村育（シオプロ）、藤原将人、安田大(太)地、有働可奈子、我妻哲也・千葉博史・菊池友加里（極東電視台、我妻・千葉→チーフディレクターの回あり）、栁川雄洋（以前はAD）、坂谷侑子、西岡伊吹、新目美菜海、錦織信彦（錦織→以前はチーフディレクター）、越山理志、齋藤郁恵（第1,2,4回、えすと）、渕聡、櫛田健太郎、井野場太一（以前はAD→一時離脱→復帰）（東海林～菊地・坂谷～新目・越山・渕・櫛田以降→※）
- 演出：奥村竜（第2,3回と※、えすと）
- チーフディレクター：福元洋之（※）
- プロデューサー：滝澤真一郎、小江翼、八重沢亮（小江・八重沢→※、2019年12月17日 - 2021年5月25日）、森川高行（森川→第2回、第1回はAP、ZION）、牛山亜紀子（2019年6月4日 -、極東電視台）、山川好美（ZION、第3,4回 - ）
- チーフプロデューサー：糸井聖ー、東井文太（東井→※、2018年6月5日 - 2021年5月25日）

#### 過去のスタッフ（復活特番）
- 構成：永井ふわふわ、安部裕之（共に第1,2回）
- MIX：白水英国（第3回）
- VE：飯島友美（第2回）
- 照明：加藤恵介（第1回）、名取孝昌（第2回）
- 美術プロデューサー：稲本浩（第1-3回）
- 大道具：北林一（第1回）
- 電飾：山田実央（第1-3回）
- 衣裳：珍田愉華（第1-3回）
- メイク：山田晶稀（第1回）、小島梨香（第3回）
- 編集：加納敏行（イカロス、第1,2回）
- MA：船木拓也（イカロス、第1,2回）、中務匠（REVEL、第3回）
- 協力：イメージマート（第1回）、アフロ（第1,3回）、NAVITIME、DAM 第一興商（共に第2回）
- リサーチ：リベラス（第1回）
- 中継：奥村竜、嵐修三郎（共にえすと、第1回）
- ディレクター：松井美保（えすと）、植木光雄、川口順也（ザ・ワークス）、柏原有輝、小潟龍輝/河合絵梨香、山田恭平、加藤朱莉、山口智教、長谷川もも、前川健、高木友希、清水涼花（共に第1回）、石川由佳（共に第1,2回）、菱屋日向、菅瑠梨（共に第1,3回）、工藤駿介、杉山星海、北村実莉、柴田裕大、土井勇人、河原木萌（共に第2回）、田村秋男（ザ・ワークス、第2,3回）、中尾すみれ、當寺盛佑哉（共に第3回）
- チーフディレクター：今村光宏（シオプロ）、栗原利典（ザ・ワークス）（共に第1回）、田中雄大、小澤博之（共に第2回、小澤→第1回はディレクター）、小林淳一（えすと、第1,2回）
- プロデューサー：杉山直樹（第1,2回）/田中千賀子（第1回）、松本恭誠（えすと、第1-3回）、市川舞子（第2回）、鵜沼栞（ザ・ワークス、第3回）
- チーフプロデューサー：遠藤正累（第1,2回）

## エンディングテーマ
2017年
- 4月：boyfriend / lol -エルオーエル-（avex trax）
- 5月：Ka-CHING / EXO-CBX（avex trax）
- 6月：ヌーベルキュイジーヌ / predia（日本クラウン）
- 7月：段々男女物語 / Sonar Pocket（ワーナーミュージック・ジャパン）
- 8月：Groove Me Shunské G & The Peas（SPACE SHOWER MUSIC）
- 9月：Brand new days ～どんな未来を～ / BTOB（キッス・エンタテインメント）
- 10月：evil / Angelo（ブロウグロウ）
- 11月：フレーフレーわたし / 足立佳奈（ソニー・ミュージックレーベルズ）
- 12月：White / SHE'S（ユニバーサルミュージック/Virgin Music）

2018年
- 1月：Give Me / La PomPon（ビーイング）
- 2月：サクラエール / 足立佳奈（ソニー・ミュージックジャパンインターナショナル）
- 3月：G.R.N.D. / GARNiDELiA（SACRA MUSIC）
- 4月：春はどこから来るのか? / NGT48（アリオラジャパン）
- 5月：閃光花火 / ダウト（SPEED DISK）
- 6月：やばば / Sonar Pocket（ワーナーミュージック・ジャパン）
- 7月：Road / 東方神起（avex trax）
- 8月：Golden Lady / 島谷ひとみ（avex trax）
- 9月：くるおし花 / 有村竜太朗（blowgrow inc.）
- 10月：Hwi hwi -Japanese Ver.- / LABOUM（日本コロムビア）
- 11月：Jealous / 東方神起（avex trax）
- 12月：月夜歌 / DREAMING MONSTER（キングレコード）

2019年
- 1月：MidnightParty / 松下優也（XVISION）
- 2月：ありがとう～100万回の約束～ / カラフルパレット（CIMS Music Entertainment）
- 3月：ひとりの春 / 高高-takataka-（ヴィレッジアゲインアソシエイション）
- 4月：TROUBLE / EXID（BANANA Culture）
- 5月：パラノーマルワンダーワールド / go!go!vanillas（Getting Better Records）
- 6月：GONNA DO!! / SAYbe.（ZEAL ENTERTAINMENT）
- 7月：Plan A/B / Double Ace（日本コロムビア）
- 8月：Twilight / ONEUS（キッス・エンタテインメント）
- 9月：This Is LOVESONG / IRabBits（blowgrow inc.）
- 10月：プルシアンブルー / ももすももす（日本コロムビア）
- 11月：Cassette / Funky Galaxy（Sony Music）
- 12月：MISCHIEF / #HASHTAG（FORM JAPAN RECORDS）

2020年
- 1月：ユビキリ ～この先も一緒に歩んで行こうね～ / HEROINES（rock field）
- 2月：しゃかりきトップランナー! / FES☆TIVE（徳間ジャパンコミュニケーションズ）
- 3月：DOKI DOKI / エドガー・サリヴァン（O⚡EDO LABEL）
- 4月：WINK / IVVY（A-Light）
- 5月：ハロー、ブランニューミー / 手羽先センセーション（ドリーミュージック）
- 6月：オタパリパーティー / スカイピース（ソニー・ミュージックレーベルズ）
- 7・8月：神様もう少しだけ / the Raid.（Starry Records）
- 9月：GAL-TRAP / 安斉かれん（avex trax）
- 10月：innocence / きゃわふるTORNADO（tokyo torico）
- 11月：起死回生 / GARNiDELiA（UNIVERSAL MUSIC）
- 12月：好きすぎてごめん。 / 君に、胸キュン。（rock field）

2021年
- 1月：俺たちはっぴー野郎 / micc.（colorfulls.inc）
- 2月：C’mon! Mirai ! ! / First Fl∞r（ForeProduction）
- 3月：Shall We Dance!!!/ スカイピース（ソニー・ミュージックレーベルズ）
- 4月：桜の樹の下で / ISuper Break Dawn（Raise Your Music）
- 5月：Message! / Gran☆Ciel（Arc Jewel）
- 6月：SUPER HERO / AXXXX1S（rock field）
- 7月：Joker & Joker / fuzzy knot（MAVERICK）
- 8月：常夏トロピケーション / アキシブproject（rock field）
- 9月：SWEETS MAGIC !! / LIT